# Konstance af Bretagne
Konstance (Bretonsk: Konstanza; 1161  –  ca. 5. september 1201) var hertuginde af Bretagne fra 1166 til sin død i 1201 og grevinde af Richmond fra 1171 til 1201. Konstance var datter af Conan 4., hertug af Bretagne og hans hustru Margrete af Huntingdon, en søster til de skotske konger Malcolm 4. og Vilhelm 1.

## Liv og regeringstid
Konstances far Conan 4. havde genforenet Hertugdømmet Bretagne i krige mod Henrik 2. af England. Efter krigene mod Henrik 2. stod Conan 4. over for nogle bretonske adeliges oprør. Han appellerede til Henrik 2. om hjælp til at slå disse oprør ned.
I 1166 invaderede Henrik Bretagne for at straffe de lokale baroners oprør. For at få fuld kontrol over hertugdømmet tvang han Conan 4. til at abdicere til fordel for Konstance og forlovede hende med sin fjerde legitime søn Godfred. Fem år gamle Konstance efterfulgte ham som hertuginde af Bretagne.
Hun tilbragte sin ungdom ved det engelske hof.
I februar 1171 døde Conan 4. Selvom hans datter Konstance var arving til jarlen af Richmond, modtog hun ikke sin arv før i 1183/1184.
I 1181 blev den tyve år gamle Konstance tvunget til at ægte Godfred. Den 19. august 1186 blev Godfred trampet ihjel i en rideulykke under en ridderturnering i Paris. Konstance blev derefter den effektive hersker af Bretagne.
Den 3. februar 1188 fik Henrik 2. af England imidlertid Konstance gift med Ranulf de Blondeville, 6. jarl af Chester, en af de mest magtfulde jarler i England. Selvom Ranulf brugte titlen af hertug af Bretagne, dog ikke konsekvent, havde han aldrig kontrollen over hertugdømmet, og det vides ikke om han spillede en vigtig rolle der, og bretonerne såvel som Konstance anerkendte ham aldrig som Hertug iure uxoris og udelukkede ham fra hertugdømmets regering.
I 1191 erklærede Kong Richard 1. af England officielt sin nevø, Konstances søn Arthur 1., hertug af Bretagne som sin arving i en traktat underskrevet med Filip 2. August af Frankrig.
For at fremme sin søn Arthurs stilling og arv inkluderede Konstance ham i hertugdømmets regering i 1196. Som svar på denne handling, der forhindrede hans planer, indkaldte Richard hende til Bayeux og fik hende bortført af Ranulf i Pontorson og fængslet i Saint-James de Beuvron. Han spredte rygtet om, at årsagen til Konstances fængsling lå i hendes ægteskab. Som et resultat blev der gjort oprør over hele Bretagne på hendes vegne, og Arthur blev sendt til Brest. Richard krævede, at der blev givet gidsler til ham i bytte for Konstances frihed. Bretonerne indvilligede, men Konstance og gidslerne forblev fængslet og oprøret fortsatte. Richard bøjede sig til sidst for et voksende pres og fik hertuginden løsladt i 1198. Tilbage i Bretagne fik Konstance sit ægteskab annulleret.
Den 1. juni 1199 besluttede Pave Innocent 3. endeligt, at ærkebispesædet Dol skulle underlægges Metropolitten af Tours og fratog ærkebiskoppen hans titel og pallium. Ærkebispesædet blev derefter igen et bispedømme. Konstance var uenig i denne beslutning, der var til fordel for Filip Augustus i forhold til Bretagne, og blev derfor ekskommuniseret.
Konstance tog Guy af Thouars som sin næste mand i september eller oktober 1199.
Mellem 1198 og tidspunktet for hendes død, hvor hun fødte to tvillingedøtre, regerede Konstance sammen med sin søn Arthur som medregent. I løbet af disse år rådede Konstance sin søn til en fransk alliance og fulgte sin afdøde mand Godfred 2.'s politik.

## Familie
Som pige kunne Konstance ikke have arvet hertugdømmet ved sin fars død, hvis hun havde haft en bror. Et rettighedsbrev fra Margarete, Konstances mor, ser ud til at vise, at hun og Conan havde mere end et barn. To rettighedsbreve fra af Konstance og hendes søn Arthur omkring år 1200 nævner imidlertid en bror til Konstance, Vilhelm "clericus ". Som dreng skulle Vilhelm logisk set have arvet hertugdømmet efter Conan. Ifølge Everard tvang Henrik 2. Konstances far til at abdicere i 1166 netop for at forhindre enhver søn af hertugen i at arve hertugdømmet.
Konstance og Godfred fik tre børn:
- Eleonora af Bretagne, den smukke jomfru (1184–1241)[9]
- Maud/Matilde af Bretagne (1185-før maj 1189)[10][11]
- Arthur 1., hertug af Bretagne (1187-1203?) - Godfreds posthume søn

Konstance og Guy fik to døtre:
- Alix of Thouars (1200  –  1221); hun blev gift med Peter Mauclerc, den første bretonske hersker af Huset Dreux
- Katarina af Thouars (1201 – c. 1240), Frue af Vitre; hun giftede sig med Andreas 3., baron af Vitré, søn af Andreas 2.

Flere kilder indikerer, at Konstance måske fik en tredje datter med Guy:
- Margrete af Thouars[12][13][14][15][16][17](1201  –  1216/1220); hun var den første hustru til Godfred, Viscount af Rohan

## Død og begravelse
Konstance døde, 40 år gammel, den 5. september 1201 i Nantes. Hun blev begravet i Villeneuve Klostret, Nær Nantes.
Konstances dødsårsag er omdiskuteret. Chronique de Tours indikerer, at hun døde af spedalskhed, men denne påstand er tvivlsom. Det antages også, at hun døde af komplikationer i forbindelse med fødslen af sine tvillingedøtre.

## I kulturelle fremstillinger
Konstance er en karakter i stykket Kong Johan af William Shakespeare, hvor hun har flere meget veltalende taler om sorg og død. På film og tv er hun blevet portrætteret af Julia Neilson i den korte stumfilm KIng John (1899), der genskaber Johnas dødsscene i slutningen af stykket, Sonia Dresdel i BBC Sunday Night Theatres version (1952) og Claire Bloom i BBC Shakespeare version (1984). I ITC-serien The Adventures of Robin Hood optrådte hun i fem episoder, hvor hun blev spillet af forskellige skuespillerinder: Dorothy Alison (serie 1 og 2), Pamela Alan (serie 3) og Patricia Marmont (serie 4). Hun blev også spillet af Paula Williams (som pige) og Nina Francis (som voksen) i BBC TV-dramaserien The Devil's Crown (1978).